# Corycium orobanchoides
Corycium orobanchoides là một loài thực vật có hoa trong họ Lan. Loài này được (L.f.) Sw. mô tả khoa học đầu tiên năm 1800.

## Hình ảnh

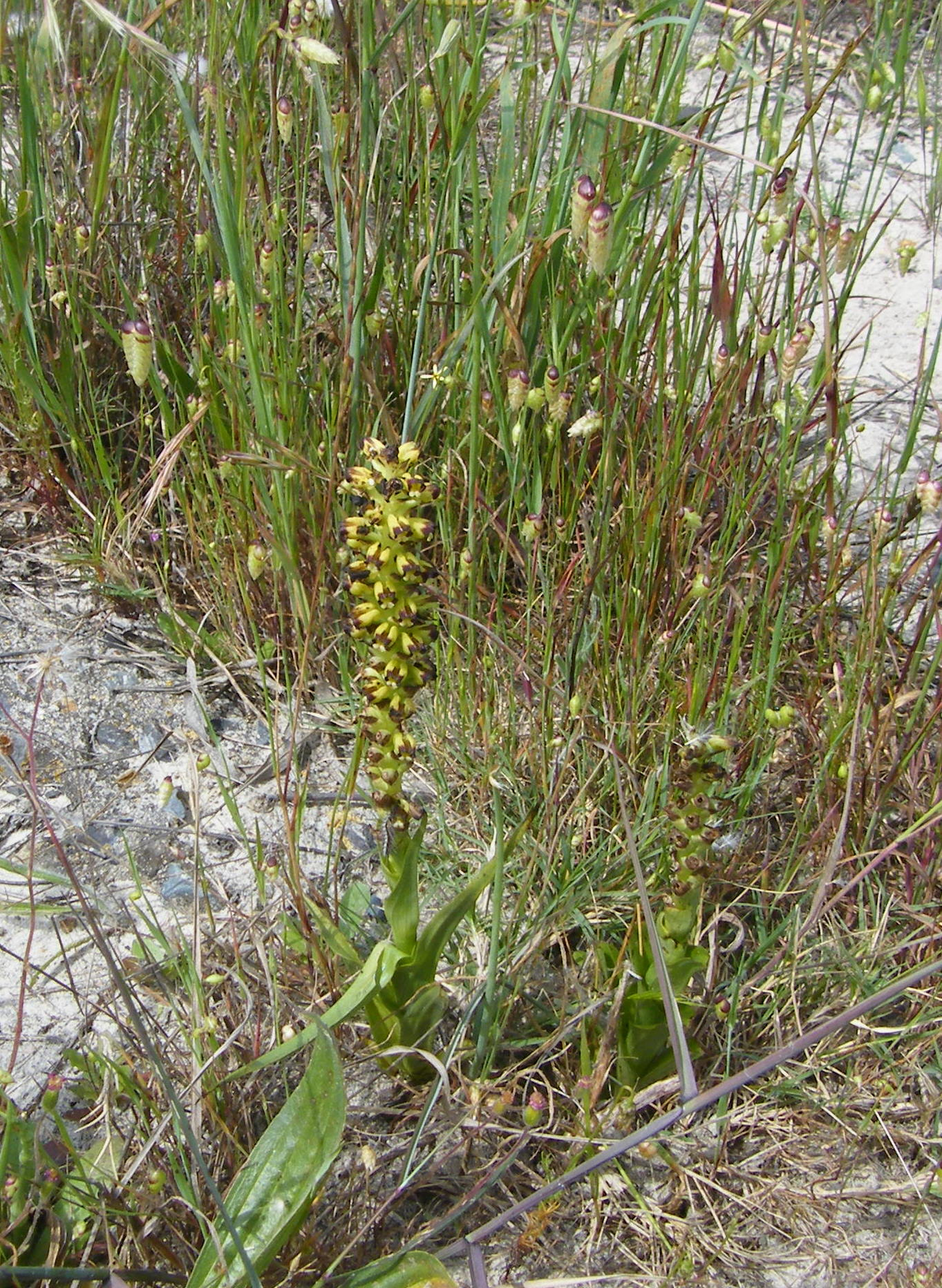
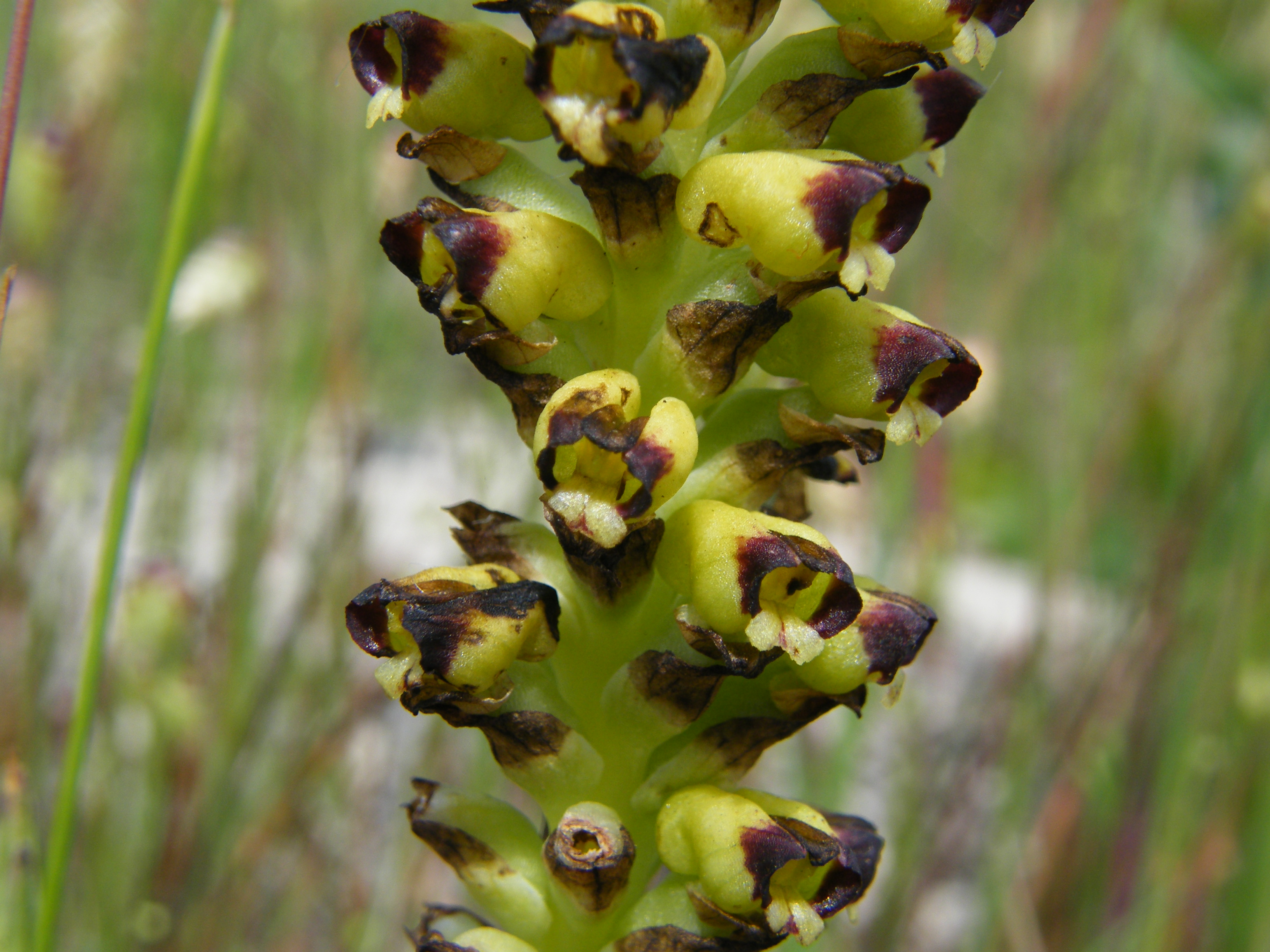